# 胶尾孢属
胶尾孢属（学名：Gloeocercospora）是炭角菌目下的一个属。科的地位未定。

## 下属物种
本属包括以下物种：

- Gloeocercospora inconspicua Demaree & Wilcox ex Deighton
- 高粱胶尾孢 Gloeocercospora sorghi D.C.Bain & Edgerton ex Deighton